# Egill Þórhallason
Egill Þórhallason (dänisch Egill Thorhallesen; * 11. September 1734 in Borg á Mýrum; † 16. Januar 1789 in Bogense, Dänemark) war ein isländischer Missionar.

## Leben

### Ausbildung
Egill war der Sohn von Þórhalli Magnússon und Bóthildur Egilsdóttir. Sein Vater unterrichtete ihn zuhause, starb aber 1747, als Egill 13 Jahre alt war. Deswegen zog er zu Finnur Jónsson, der zu diesem Zeitpunkt Pastor in Reykholt war. Finnur erkannte Egills Talent und schickte ihn auf die Lateinschule in Skálholt, die er 1753 abschloss. Finnur Jónsson wurde im Jahr darauf zum Bischof von Skálholt ernannt und begann mit dem Verfassen der isländischen Kirchengeschichte, wobei Egill ihn unterstützte. Um sich seinen Unterhalt zu verdienen, arbeitete er auch für Finnurs Bruder Vigfús Jónsson und wurde 1756 Schreiber bei Finnurs Schwager Magnús Gíslason. Dieser schickte ihn 1759 nach Kopenhagen, wo er bald an der Universität aufgenommen wurde. Dort studierte er unter dem Philologen Hans Peter Anchersen. Er studierte nach dem Zweitexamen Theologie, half aber auch Geheimarchivar Jacob Langebek bei der Übersetzung der isländischen Sagas und gab selbst zudem 1763 eine Übersetzung der Jónsbók heraus. Er schrieb sich etwa 1762 am Grönländischen Seminarium in Kopenhagen ein, wo er von Poul Egede unterrichtet wurde und 1765 seinen Abschluss machte. Nebenher erhielt er auch medizinischen Unterricht. Sein Interesse hierfür war durch den Kontakt mit Christian Gottlieb Kratzenstein entstanden.

### Zeit in Grönland
1765 erhielt er Aussicht auf eine Anstellung in Grönland und musste in aller Eile sein Studium beenden, weswegen er keine gute Note erhielt. Knapp einen Monat später wurde er am 20. April 1765 von Bischof Ludvig Harboe ordiniert und am 17. Mai reiste er nach Grönland ab. Er hatte die Stelle so spontan erhalten, da man überlegte, isländische Bauern in Grönland anzusiedeln, damit diese dort Landwirtschaft betreiben konnten. Deswegen hatte man einen Isländer gesucht, der dort Untersuchungen durchführen konnte. Er sollte eigentlich nach Nuuk kommen, aber wegen der Windverhältnisse musste das Schiff am 30. Juli in Maniitsoq anlegen. Von dort aus fuhr Egill am 3. August mit dem Umiak ab und erreichte Nuuk fünf Tage später. Direkt im Anschluss unternahm er eine Forschungsreise in den Fjord Niaqunngunaq zwischen Nuuk und Maniitsoq und dann in den Fjord Ameralik südlich von Nuuk. Im Sommer 1766 erforschte er den Fjordkomplex des Nuup Kangerlua. Im Frühjahr 1767 bereiste er erneut den Ameralik.
Nebenher war Egill auch als Missionshelfer in Nuuk aktiv. Dort waren Missionar Christian Frederik Sohnell Bjørn und Kaufmann Lars Dalager stark zerstritten. Dalager versuchte ihn auf seine Seite zu bringen, was aber nicht gelang. Daraufhin feindete Dalager sich auch mit Egill an. Es gelang schließlich den Kaufmann abzusetzen, aber zugleich zog sich auch Bjørn zurück, womit Egill Þórhallason nun alleiniger Missionar in der Kolonie war. Weil sich 1767 unter der Bevölkerung eine Erweckung ereignete, ließ Egill Katecheten an die entlegenen Wohnplätze schicken, was die Spannungen zwischen Handel und Mission entspannte, da der Handel Verluste aus der bisherigen Sammlung der gesamten Distriktsbevölkerung in den Kolonien zog. Dadurch verbesserte er allgemein das Missionswesen in Grönland und wurde deswegen am 6. April 1773 zum Vizepropst über Südgrönland ernannt. In den folgenden zwei Jahren bereiste er zuerst den Kolonialdistrikt Fiskenæsset und Frederikshaab, bevor er umkehrte – der Kolonialdistrikt Julianehaab war noch nicht gegründet worden – und nördlich seines früheren Distrikts bis zum Kolonialdistrikt Holsteinsborg reiste. Dort beendete er 1775 seine Reise und kehrte nach Dänemark zurück.

### Späte Jahre in Dänemark
Nach seiner Rückkehr wurde er am 27. Dezember 1776 zum Pastor des Bogense Sogn ernannt, durfte aber vorerst noch in Kopenhagen bleiben, um Poul Egede als Übersetzer zu unterstützen. In dieser Zeit veröffentlichte er mehrere Schriften. Einer dieser Schriften war sein Bericht über seine Visitationsreise in Südgrönland 1774/75. Dort beschrieb er den Zustand der Mission in jedem Kolonialdistrikt, deren jeweilige Geografie und weitere Informationen. Möglicherweise sollte dieser Bericht auch in eine Beschreibung Grönlands von Otto Fabricius eingehen, welche aber unveröffentlicht blieb. Egills Beschreibung wurde jedoch 1914 von Louis Bobé herausgegeben. 1776 verfasste er Efterretninger om Rudera eller Levninger af de gamle Nordmænds og Islænderes Bygninger paa Grønlands Vester-Side („Berichte über Ruinen oder Überreste der Gebäude der alten Nordmänner und Isländer auf Grönlands Westseite“), worin seine und Anders Olsens archäologische Funde aus der Zeit der Grænlendingar beschrieben wurden, die er während seiner Expedition zu Beginn seiner Dienstzeit untersucht hatte. 1776 verfasste er ein grönländisches Gebetbuch für Grönländer, die sich taufen lassen wollten. 1777 erschienen Erik Pontoppidans Erläuterungen zu Luthers Katechismus auf Grönländisch und im selben Jahr veröffentlichte er eine grammatische Übersicht über die grönländischen Verbalformen. Am 11. April 1777 heiratete er bereits 42-jährig die 21-jährige Else Marie Thorstensen (1755–1833), Tochter des isländischen Goldschmieds Sigurður Þórsteinsson (1714–1799) und dessen Frau Marie Ottesen. 1780 wurde Egill Þórhallason Propst des Skovby Herred. 1788 veröffentlichte er eine Abhandlung über die Verarbeitung von Robbenfell. Als solcher starb er 1789 im Alter von 54 Jahren.